# Alexander Watt
Alexander Stuart Watt (21 juin 1892 - 2 mars 1985) est un botaniste et écologiste écossais.

## Biographie
Watt est né dans une ferme de l'Aberdeenshire et va à l'école à la Turriff Secondary School et au Robert Gordon's College, à Aberdeen. Il est diplômé en tant que MA et BSc (en sciences agricoles) de l'Université d'Aberdeen en 1913. Il étudie ensuite à l'Université de Cambridge pour travailler sur la forêt de hêtres avec Arthur Tansley et obtient une maîtrise en 1919 (après interruption par le service militaire 1916-1918). Il est nommé professeur de botanique forestière et de zoologie forestière à l'Université d'Aberdeen. Il poursuit ses recherches sur la forêt de hêtres du sud de l'Angleterre pendant les vacances et obtient un doctorat de l'Université de Cambridge en 1924. 
En 1929, il devient maître de conférences en foresterie dans cette université et, lorsque cette matière de premier cycle est abandonnée, maître de conférences en botanique forestière - "un titre qui ne reflétait guère son large intérêt et son influence sur l'écologie végétale". Il prend sa retraite de l'université en 1959, mais continue à travailler - publiant dans le Journal of Ecology jusqu'en 1982, 63 ans après sa première publication dans ce journal. Il est chargé de cours invité à l'Université du Colorado en 1963 et professeur invité à l'Université de Khartoum en 1965. En 1970, il co-organise un symposium scientifique sur la conservation de la nature. Il est président de la British Ecological Society 1946-1947. Membre de la Royal Society depuis 1957. Il reçoit la Médaille linnéenne de la Linnean Society en 1975.

## Impact scientifique
L'article de Watt de 1947, Pattern and process in the plant community dans le Journal of Ecology, repris dans son discours présidentiel à la British Ecological Society est un véritable classique de citation en écologie scientifique,. Le document décrit la communauté végétale "comme un mécanisme de travail, qui se maintient et se régénère". Le point de vue qu'il défend est qu'une communauté végétale consiste en une mosaïque de phases différant par le stade du cycle de vie de l'espèce dominante, avec des effets corrélés sur les espèces qui l'accompagnent. Un des exemples donnés par Watt concerne la dynamique entre graminées et arbustes nains dans les landes sableuses. Le 50e anniversaire de l'article est célébré par un numéro spécial du Journal of Vegetation Science.
Watt publie une longue série d'articles scientifiques dans le New Phytologist sous le titre collectif "Contributions à l'écologie des fougères " (1940–1971). Watt est un co-auteur posthume du compte de fond sur la fougère dans la flore biologique des îles britanniques. Watt écrit une série d'avant-projets qui sont étendus et mis à jour par son co-auteur.
Une grande partie des études de terrain de Watt sont centrées sur le Breckland non loin de Cambridge où il étudie l'effet du pâturage et de l'abandon sur la végétation des prairies,.